# Белеєво (Яроцинський повіт)
Белеєво (пол. Bielejewo, нім. Weißhof) — село в Польщі, у гміні Ярачево Яроцинського повіту Великопольського воєводства.
Населення — 178 осіб (2011).
У 1975-1998 роках село належало до Каліського воєводства.

## Демографія
Демографічна структура станом на 31 березня 2011 року:
|          | Загалом | Допрацездатний вік | Працездатний вік | Постпрацездатний вік |
| -------- | ------- | ------------------ | ---------------- | -------------------- |
| Чоловіки | 82      | 20                 | 54               | 8                    |
| Жінки    | 96      | 31                 | 48               | 17                   |
| Разом    | 178     | 51                 | 102              | 25                   |